# Pema Chödrön
Pema Chödrön, nacida como Deirdre Blomfield-Brown (14 de julio de 1936), es una estadounidense practicante de budismo tibetano. Chödrön es una monja ordenada, originalmente acharya del budismo Shambhala y discípula de Chögyam Trungpa. La monja budista ha escrito varias docenas de libros y audiolibros, y es maestra residente en la Abadía de Gampo en Nueva Escocia, Canadá.

## Infancia y educación
Chödrön, cuyo nombre de nacimiento es Deirdre Blomfield-Brown nació en 1936 en la ciudad de Nueva York. Asistió a la escuela de Miss Porter en Farmington, Connecticut y creció en una granja de Nueva Jersey con un hermano y una hermana mayores. Obtuvo una licenciatura en literatura inglesa en el Sarah Lawrence College y una maestría en educación primaria de la Universidad de California en Berkeley .

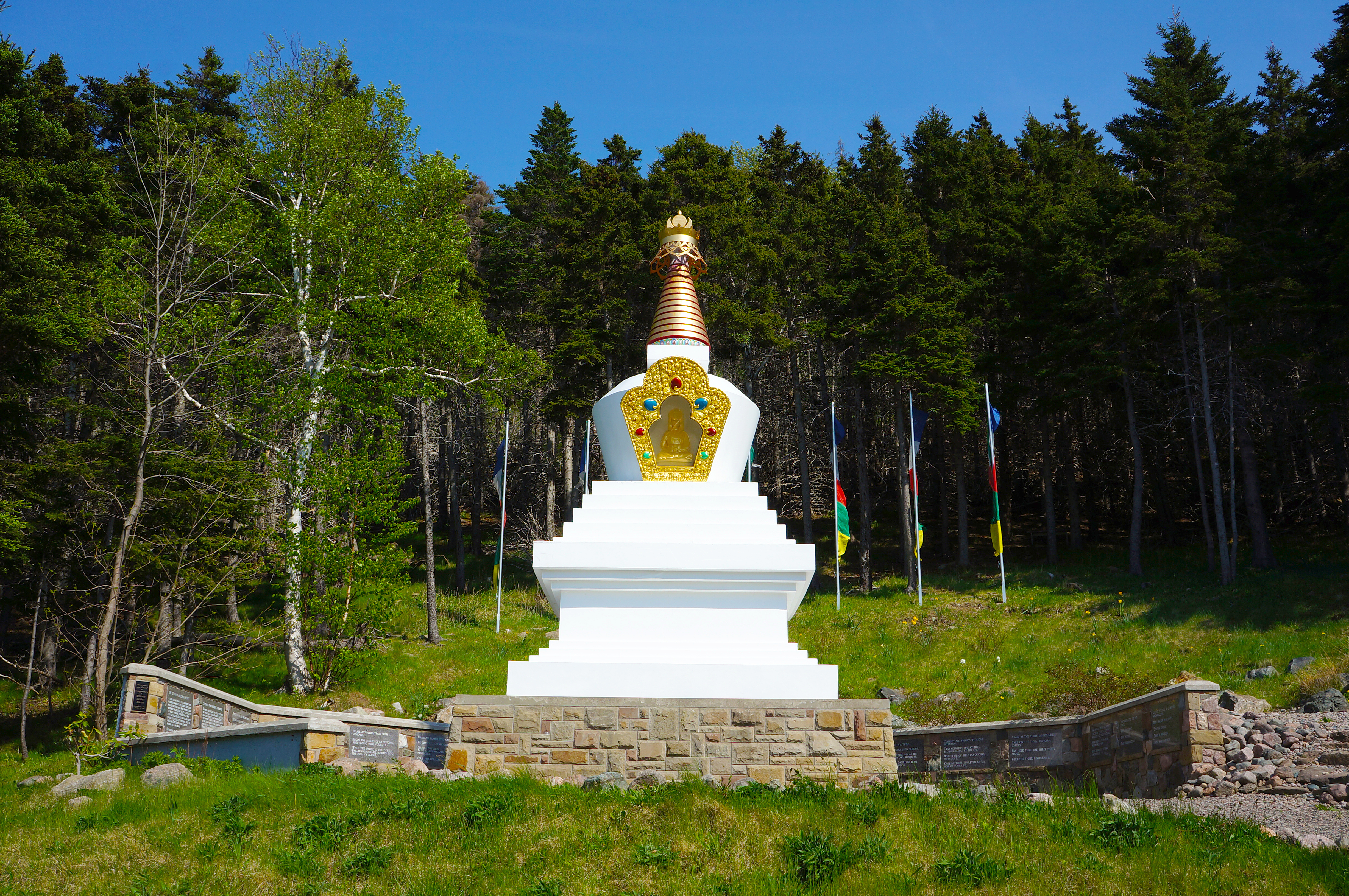
Estupa de la iluminación en la abadía de Gampo en Nueva Escocia, Canadá

Chödrön comenzó a estudiar con el Lama Chime Rinpoché durante sus frecuentes viajes a Londres, a lo largo de varios años. En Estados Unidos estudió con Chögyam Trungpa Rinpoché en San Francisco. En 1974, se convirtió en una monja budista novicia bajo la guía de Rangjung Rigpe Dorje, el decimosexto Gyalwa Karmapa. En Hong Kong en 1981 se convirtió en la primera estadounidense, en la tradición Vajrayana, en convertirse en una monja o bhikṣuṇī completamente ordenada.
Chögyam Trungpa Rinpoché nombró a Pema Chödrön directora del Centro Boulder Shambhala (Boulder Dharmadhatu) en Colorado a principios de la década de 1980. Chödrön se mudó a la Abadía de Gampo en 1984, el primer monasterio budista tibetano en América del Norte para hombres y mujeres occidentales, y se convirtió en su primera directora en 1986. El primer libro de Chödrön, La sabiduría de la no evasión fue publicado originalmente en inglés en 1991. Luego, en 1993, recibió el título de acharya cuando el hijo de Trungpa, Sakyong Mipham Rinpoche, asumió el liderazgo del linaje Shambhala de su padre.  
En 1994, se enfermó con el síndrome de fatiga crónica, pero gradualmente su salud mejoró. Durante este período, conoció a Dzigar Kongtrul Rinpoché, a quien tomó como su maestro. Ese año publicó su segundo libro, Comienza donde estás: guía para vivir compasivamente. y en 1996, Cuando todo se derrumba. No hay tiempo que perder, un comentario sobre la Guía de Shantideva para la forma de vida del Bodhisattva, el cual fue publicado en 2005. Ese mismo año, Chödrön se convirtió en miembro del Comité de Bhikshunis Occidentales. Practicar la paz en tiempos de guerra salió en 2007. En 2016 fue galardonada con el Premio Global Bhikkhuni, otorgado por la Asociación Budista China Bhikkhuni de Taiwán. En 2020, se retiró de su papel de acharya de Shambhala International y dijo: «No creo que pueda continuar por más tiempo como representante y maestra principal de Shambhala, dada la dirección insensata en la que siento que vamos».

## Enseñanzas
Chödrön enseña el tradicional retiro «Yarne» en la Abadía de Gampo cada invierno, y la «Guía del estilo de vida del Bodhisattva» en Berkeley cada verano. Un tema central de su enseñanza es el principio de «shenpa»" o «apego», que interpreta como el momento en que uno se engancha en todo un ciclo de pensamientos y acciones negativas o autodestructivas habituales. Según Chödrön, esto ocurre cuando algo en el presente estimula una reacción a una experiencia pasada.

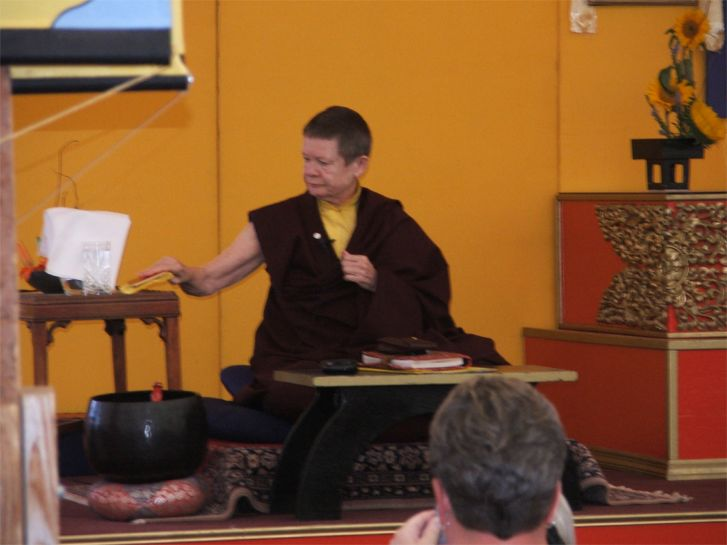
Pema Chödrön dando una charla sobre su libro No hay tiempo que perder, 2005

## Vida personal
Pema Chödrön se casó a los 21 años y tuvo dos hijos, Edward y Arlyn Bull, pero se divorció un tiempo después, tras lo cual se volvió a casar y a divorciar por segunda vez, ocho años después. La maestra budista tiene tres nietos, quienes viven en el Área de la Bahía de San Francisco.